# Jordi Esteban i Calm
Jordi Esteban i Calm (Barcelona, 19 de febrer de 1942) és un exprofessor i activista cultural català.
Llicenciat en Filosofia i lletres per la Universitat de Barcelona, com a docent va centrar la seva dedicació principal en la didàctica de la llengua catalana i la investigació de metodologies d'aprenentatge. Ha estat professor de secundària de filosofia i de matemàtiques, i professor de català per a adults del Consorci per a la Normalització Lingüística. Membre de la Coordinadora d'Associacions per la Llengua Catalana, dirigeix el projecte Xerrem (posteriorment anomenat Xerrem Junts), grups de conversa que tenen com a objectiu fer créixer l'ús social del català, la cohesió social i el coneixement de la realitat de Catalunya, així com del projecte Garbells de Llengua. Ha participat en l'elaboració de les noves programacions de llengua catalana per a adults, de la Direcció General de Política Lingüística, centrades en les orientacions del Marc Europeu de Referència per a les Llengües. També ha col·laborat en l'elaboració del programa Parla.cat i ha destacat en la creació d'activitats ludicolingüístiques (jeroglífics, mots encreuats, jocs per aprendre català...). Ha escrit articles a la revista Llengua i Ús amb propostes metodològiques. És autor i coautor de diversos manuals de català. Ha publicat diverses obres de jocs lingüístics i ha col·laborat en publicacions com ara el diari La Vanguardia, del 3 de maig de 2011 al 31 de desembre de 2013. El 5 de desembre de 2022, la Generalitat de Catalunya li va atorgar el Premi Pompeu Fabra en la categoria del voluntariat lingüístic.